# Wilhelm Dittenberger
Wilhelm Dittenberger (ur. 31 sierpnia 1840, zm. 29 grudnia 1906) – niemiecki filolog klasyczny, pracował głównie nad greckimi napisami i wydał "Inscriptiones atticae aetatis romanae", "Corpus inscriptionum Gaecarum Graeciae septentrionalis" (oba dziełą teraz w "Inscriptiones Graecae"), "Sylloge inscriptionum graecarum", oraz: "Orientis graeci inscriptiones selectae" i "Inschriften von Olympia".